# Euphyia congregata
Euphyia congregata är en fjärilsart som beskrevs av Walker 1862. Euphyia congregata ingår i släktet Euphyia och familjen mätare. Inga underarter finns listade i Catalogue of Life.